# حوزه انتخابیه قوچان و فاروج
حوزهٔ انتخابیه قوچان و فاروج یکی از حوزه‌های انتخاباتی استان خراسان رضوی و خراسان شمالی برای انتخابات مجلس شورای اسلامی است. این حوزه به مرکزیت قوچان در خراسان رضوی ۱ نماینده دارد. این حوزه تنها حوزه‌های انتخابیه مجلس شورای اسلامی است. که بین دو استان مشترک است.

## نمایندگان
| دوره | نام نماینده         | جناح          |
| ---- | ------------------- | ------------- |
| ۱    | محمدتقی کمالی‌نیا    | جمهوری‌ اسلامی |
| ۲    | محمداسماعیل شوشتری  | اعتدال‌گرا     |
| ۳    | محمدباقر ذاکری      | اصلاح طلب     |
| ۴    | جعفر ابراهیمی‌نژاد   | اصولگرا       |
| ۵    | محمدباقر ذاکری      | اصلاح طلب     |
| ۶    | محمدباقر ذاکری      | اصلاح طلب     |
| ۷    | عباس علی رستمی ثانی | اصولگرا       |
| ۸    | نصرالله کمالیان     | اصولگرا       |
| ۹    | هادی شوشتری         | اعتدال‌گرا     |
| ۱۰   | هادی شوشتری         | اعتدال‌گرا     |
| ۱۱   | علی آذری            | مستقل         |
| ۱۲   | علی آذری            | مستقل         |

## پی‌نوشت و منبع
- «جدول حوزه‌های انتخابیه در انتخابات دهمین دورهٔ مجلس شورای اسلامی» (PDF). مرکز پژوهش و سنجش افکار صدا و سیما. بایگانی‌شده از اصلی (PDF) در ۵ اكتبر ۲۰۱۸. دریافت‌شده در ۳ ژوئیه ۲۰۱۶. تاریخ وارد شده در |archive-date= را بررسی کنید (کمک)